# Lega dei Giovani Lavoratori
La Lega dei Giovani Lavoratori (in bokmål Arbeidernes Ungdomsfylking, in nynorsk Arbeidaranes Ungdomsfylking, AUF) è un'organizzazione politica norvegese, movimento giovanile affiliato al Partito Laburista Norvegese.

## Strage di Utøya
La Lega dei Giovani Lavoratori è diventata nota a livello mondiale a causa della strage di Utøya, un attentato avvenuto il 22 luglio 2011 sull'isola di Utøya, quando il terrorista Anders Breivik aprì il fuoco sui giovani accorsi a un campo tenuto dall'organizzazione, uccidendone 69.